# Ахиасаф, Шахна
Шахна Ахиасаф (при рождении Ша́хна Цепло́вич; 1 апреля 1906, Поставы — 4 января 2004, Израиль) — израильский издатель. Основатель известного издательства «Ахиасаф».

## Биография
Цеплович Шахна родился в Поставах в семье молочника Шолом Лейба Цепловича. Получил традиционное еврейское образование в Вильно. Активно участвовал в сионистском движении.
В 1924 эмигрировал в Эрец-Исраэль. В 1931 открыл торговый дом и издательство «Ахиасаф» в Иерусалиме, действующие по сей день. Издательство занимается выпуском справочников, учебников, словарей, путеводителей, детской литературы и т. д.